# Jaworzyna Ligasowska
Jaworzyna Ligasowska (1063) – szczyt w Paśmie Lubania w Gorcach. Jest jednym z wielu mało wybitnych wierzchołków w południowo-wschodnim grzbiecie najwyższego szczytu tego pasma – Lubania (1211 m). Znajduje się w tym grzbiecie pomiędzy wschodnim wierzchołkiem Lubania (Średnim Groniem) a Marszałkiem (828 m).
Według mapy Geoportalu wysokość szczytu wynosi ok. 1065 m, turystyczna mapa Compass podaje wysokość 1050 m. W południowym kierunku z okolic Jaworzyny Ligasowskiej opada grzbiet oddzielający dolinę potoku Wąskie od doliny Lubańskiego Potoku.
Głównym grzbietem Pasma Lubania biegnie czerwony szlak turystyczny. Wierzchołek Jaworzyny Ligasowskiej omija on w niewielkiej odległości po północno-wschodniej stronie. Obecnie szczyt i stoki porasta las, ale na mapie Geoportalu zaznaczone jest wiele polan w okolicy szczytu: Wyżnia Hala, Mraźnica, Hala, Hala Niżnia, Wyżnia Zięciówka, Podjaworzany, Pokrzywnica. Niektóre zarosły już całkowicie lasem, inne stopniowo zarastają. W 2004 r. z niektórych z nich rozciągały się jeszcze widoki na południe. Zaprzestano ich użytkowania z powodu nieopłacalności ekonomicznej. Pozostawione same sobie z powrotem zarastają lasem. W Gorcach jest wiele takich polan, po których jedynym śladem ich gospodarczej przeszłości (wypas i koszenie) pozostają nazwy na mapie.
Przez Jaworzynę Ligasowską przebiega granica między miejscowościami Grywałd i Tylmanowa w granicach wsi Ochotnica Dolna w powiecie nowotarskim, województwie małopolskim.
Szlaki turystyczne
 Główny Szlak Beskidzki, odcinek: Krościenko – Kopia Góra – Marszałek – Kotelnica – Brożek – Czerteż Grywałdzki – Bukowina – Jaworzyna Ligasowska – Wierch Lubania – Lubań. Odległość 9,5 km, suma podejść 820 m, suma zejść 50 m, czas przejścia: 3 godz. 45 min, z powrotem 2 godz. 30 min.